# Харківський обласний антирелігійний музей

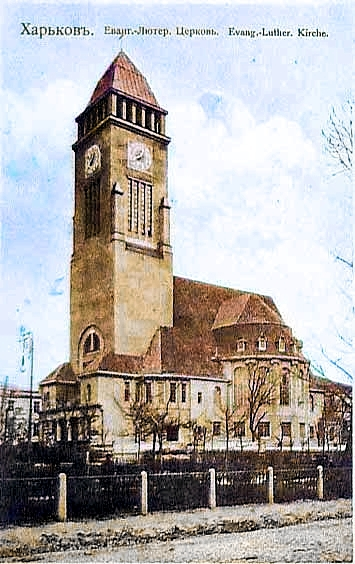
Будівля кірхи у Харкові, де в 1939 р. відкрили Харківський обласний антирелігійний музей

Харківський обласний антирелігійний музей — заклад радянської антирелігійної пропаганди.

## Передісторія створення музею
У 1929 р. на Другому з'їзді Товариства войовничих безвірників було ухвалено рішення про створення антирелігійних музеїв у республіканських, обласних і окружних центрах. У 1930 р. у Харківському окружному виконавчому комітеті відбулось кілька нарад щодо створення антирелігійного музею в Харкові. Було ухвалене рішенні придбати Ленінградську пересувну антирелігійну виставку, що на той час уже демонструвалась у Харкові, і створити на її основі антирелігійний музей. Але створення повноцінного антирелігійного музею розтягнулось у часі на багато років.

## Постійна антирелігійна виставка
У 1935 р. у приміщенні колишньої караїмської кенаси у Харкові відкрили «Постійну антирелігійну виставку Харківської Міськнаросвіти». Директором і єдиним співробітником антирелігійної виставки був призначений М. Горват. У організаційній структурі постійної антирелігійної виставки був створений архів, методичний кабінет, лекційний зал на 60 відвідувачів і дослідний центр.

## Харківський обласний антирелігійний музей
У 1939 р. у Харкові, у будівлі колишньої лютеранської кірхи, відкрили Харківський обласний антирелігійний музей. Директором призначили Г.Є. Марморо. Музей складався з 5 експозиційних залів, у яких було представлено 600 експонатів. Хронологійчний період охоплював 1861-1939 рр. У червні 1941 р. Харківський обласний антирелігійний музей припинив існування.